# Бражник, Валентина Сергеевна
Валентина Сергеевна Бражник (род. 10 октября 1950, Кривая Руда, Полтавская область) — советская и российская театральная актриса, народная артистка России (2003), актриса Липецкого муниципального театра.

## Биография
Родилась 10 октября 1950 года в селе Кривая Руда в Полтавской области в Украинской ССР.
Завершив обучение в школе-интернате в городе Кременчуге, успешно прошла испытания и была зачислена в студию при Киевском театре оперетты, под руководством Анатолия Скибенко.
Работала в хоре имени Веревки, но видела себя театральной актрисой. Приняла решение покинуть Киев, уехала в город Одессу, где стала работать драматической актрисой. Трудилась в Одесском государственном украинском музыкально-драматическом театре имени Октябрьской революции. Позже, с 1975 по 1977 годы, работала в Петрозаводском государственном русском драматическом театре.
В 1977 году переезжает в Липецк и начинает свою театральную деятельность в Липецком государственном академическом театре драмы им. Л. Н. Толстого. Здесь она проработала до 2000 года.
Участвовала в основании Липецкого муниципального театра. Работает здесь до настоящего времени. Небольшой период времени была директором Дома актёра.
Является президентом Фонда помощи актёрам, занимается руководством творческого Центра «Антреприза», член Липецкой областной общественной палаты, член областного клуба «Деловая женщина».

## Семья
В 2013 году семью Валентины Бражник постигла трагедия, был убит её единственный сын - депутат Липецкого городского совета Михаил Пахомов.

## Творческая деятельность

### Работы в театре
Одесском государственном украинском музыкально-драматическом театре имени Октябрьской революции
- «Сорочинская ярмарка» (Н. В. Гоголь)- Хотына;
- «Час пик» - Секретарша.

Липецкий театр драмы имени Л. Н. Толстого
- «Живой труп» (Ф. М. Достоевский) - Маша.

Липецкий муниципальный театр
- «Бабий бунт» - Марфа (жена председателя)
- «Волки и овцы» - Меропия Давыдовна Мурзавецкая
- «Любите при свечах» - Татьяна
- «Ханума» - Ханума, сваха
- «№13 out of order» - Памела, жена помощника премьер-министра
- «Вечера на хуторе» - Солоха и Императрица
- «Как боги» - Алевтина Мак-Кенди

### Фильмография
Валентина Бражник имеет шесть работ в кино:
- 1975 — Весна двадцать девятого, эпизод;
- 1976 — Табор уходит в небо, цыганка;
- 1983 — Последний довод королей, спутница американского атташе из Мадрида;
- 1989 — Бенефис сегодня и вчера (фильм-спектакль), Змеюкина;
- 2008 — Криминальное видео - 2, «Генеральная уборка», Фильм № 2, эпизод;
- 2011 — МУР. Третий фронт, эпизод.

## Награды
- Народная артистка России (29.12.2003);
- Заслуженный артист РСФСР (28.03.1988);
- Знак отличия «За заслуги перед городом Липецком»;
- Премия имени И. А. Бунина (1998).